# Технікум (зупинний пункт, Одеська залізниця)
Те́хнікум — пасажирський залізничний зупинний пункт Херсонської дирекції Одеської залізниці.
Розташований в селищі Андріївка Баштанського району Миколаївської області на лінії Миколаїв — Долинська між станціями Новополтавка (3 км) та Горожене (7 км).